# Дмитрово (Андреапольський район)
Дмитрово (рос. Дмитрово) — присілок в Андреапольському районі Тверської області Російської Федерації.
Населення становить 33 особи. Входить до складу муніципального утворення Андреапольський округ.

## Історія
Від 2006 до 2019 року входило до складу муніципального утворення Волокське сільське поселення.

## Населення
| 2002 | 2010 |
| ---- | ---- |
| 42   | ↘33  |